# Гнеј Невије
Гнеј Невије (лат. Gnaeus Naevius; рођен око 270. п. н. е., умро око 201. п. н. е.), био је римски драмски и епски песник из Кампаније, учесник Првог пунског рата (264―241. п. н. е.), који се касније преселио у Рим.
Око 235. п. н. е. почео је да пише драме. Поред трагедија с темама из грчке митологије, нпр. Тројански коњ (Equos Troianus) и Хектор на путу (Hector proficiens), Невије је био први римски књижевник који је писао и трагедије које су обрађивале тематику из римске историје и које су назване fabulae praetextae, јер су у њима играли глумци обучени у одећу римских магистрата (toga praetexta »тога с гримизним обрубом«). Од свих његових претекста сачувани су нам само незнатни фрагменти и неколико наслова, па се о њиховој уметничкој вредности не може судити. Klastidij (Clastidium, град у Цисалпијској Галији) је изгледа имао родољубиву тематику и био написан у славу конзула Марка Марцела који је 222. п. н. е. код Klastidija у двобоју убио једног вођу племена Инсубра. Претекста Вук (Lupus) вероватно је представљала драматизацију легенде о оснивању Рима од стране Ромула и Рема.
Изгледа да је Невије био још бољи као писац комедија, које је углавном моделовао по узору на нову атичку комедију, нпр. Девојка из Тарента (Tarentilla), и које су онда називане фабулае паллиатае јер су глумци носили грчку одећу (pallium »грчка кабаница«), али је врло вероватно да је писао и комедије које су биле смештене у италско окружење и имале римску тематику, назване fabulae togatae. Том типу комедије можда је припадала његова драма Гатар (Ariolus).
Најважније своје дело написао је Невије у старости ― епску песму Пунски рат (Bellum Punicum). Еп је био написан у сатурнијском стиху и касније подељен на седам књига. Од свега је сачувано само око 60 стихова, али се зна да је еп садржавао доста митолошких екскурса, укључујући пропаст Троје, бекство Енеје из порушеног града, оснивање Рима, а можда и оснивање Картагине. Изгледа да се у овоме епу први пут помињао сукоб Енеје и Дидоне као узрок каснијег непријатељства између Рима и Картагине, што ће мајсторски обрадити Вергилије. Уопште, Пунски рат је извршио не мали утицај на Вергилија и његову Енеиду, јер у оба епа налазимо неке исте мотиве, нпр. буру коју је подигла Јунона. Невијев јуначки еп је пун националног поноса и уопште садржајно и стилски представља нешто ново у римској књижевности, али ипак се не може сврстати међу врхунска дела.
Невијев слободни говор увредио је моћну аристократску породицу Метела: један стих постао је нарочито познат. Он је написан у јамбима, који су се користили у дијалошким деловима драма, па је вероватно и он био изговорен у некој драми. Стих је гласио: »Судбина Метеле чини конзулима у Риму« (Фато Метелли Ромае фиунт цонсулес), чиме се имплицира недостатак заслуга и способности код Метела. Метели су, наводно, Невију одговорили стихом: »Зло ће Метели учинити песнику Невију« (Malum dabunt Metelli Naevio poetae),  те су га дали стрпати у затвор. Касније се Невије наводно искупио неком другом песмом, али је због сталних сукоба с нобилитетом пред крај живота био прогнан у град Утику у северној Африци, где је и умро.
Римски писац Аул Гелије из 2. века н. е. каже у свом делу Атичке ноћи (Noctes Atticae, I, 21, 2) да је Невије сам саставио свој епитаф, који највероватније није аутентичан, а који је гласио: 
Кад би могли да бесмртни икад оплакују смртне,

Музе божанске над песником Невијем сузе би лиле:

откад је наиме предат Орковој ризници тешкој,

сасвим заборављен остаде латински језик у Риму.

Immortales mortales si foret fas flere,
flerent divae Camenae Naevium poetam:
itaque postquam est Orci traditus thesauro,
obliti sunt Romai loquier lingua Latina.